# 汝州
汝州（じょしゅう）は、中国にかつて存在した州。隋代から民国初年にかけて、現在の河南省汝州市一帯に設置された。

## 魏晋南北朝時代
東魏により設置された北荊州を前身とする。562年（保定2年）、北周により和州と改称された。

## 隋代
584年（開皇4年）、隋により和州伊川郡に伊州が設置された。605年（大業元年）、伊州は汝州と改称された。広州が廃止されると、その管轄県が移管されている。607年（大業3年）、郡制施行に伴い、汝州は襄城郡と改称され、下部に8県を管轄した。隋代の行政区分に関しては下表を参照。
| 隋代の行政区画変遷 | 隋代の行政区画変遷 | 隋代の行政区画変遷 | 隋代の行政区画変遷 | 隋代の行政区画変遷 | 隋代の行政区画変遷 | 隋代の行政区画変遷 | 隋代の行政区画変遷 | 隋代の行政区画変遷                                    |
| 区分               | 開皇元年           | 開皇元年           | 開皇元年           | 開皇元年           | 開皇元年           | 開皇元年           | 区分               | 大業3年                                               |
| ------------------ | ------------------ | ------------------ | ------------------ | ------------------ | ------------------ | ------------------ | ------------------ | ----------------------------------------------------- |
| 州                 | 和州               | 許州               | 広州               | 広州               | 広州               | 広州               | 郡                 | 襄城郡                                                |
| 郡                 | 伊川郡             | 陽翟郡             | 魯陽郡             | 南陽郡             | 武山郡             | 順陽郡             | 県                 | 承休県 梁県 陽翟県 魯山県 犨城県 郟城県 汝南県 汝源県 |
| 県                 | 汝原県 梁県        | 陽翟県 黄台県      | 魯山県 河山県      | 南陽県             | 雉陽県 滍陽県      | 汝南県             | 県                 | 承休県 梁県 陽翟県 魯山県 犨城県 郟城県 汝南県 汝源県 |

## 唐代
621年（武徳4年）、唐により襄城郡は汝州と改められた。742年（天宝元年）、汝州は臨汝郡と改称された。758年（乾元元年）、臨汝郡は汝州の称にもどされた。汝州は河南道に属し、梁・臨汝・郟城・魯山・襄城・葉・竜興の7県を管轄した。

## 宋代
北宋のとき、汝州は京西北路に属し、梁・魯山・襄城・葉・宝豊の5県を管轄した。
金のとき、汝州は南京路に属し、梁・郟城・魯山・宝豊の4県と黄道・汝南の2鎮を管轄した。

## 元代
元のとき、汝州は南陽府に属し、梁・魯山・郟の3県を管轄した。

## 明代以降
1476年（成化12年）、明により汝州は直隷州に昇格した。汝州直隷州は河南省に属し、魯山・郟・宝豊・伊陽の4県を管轄した。
清のとき、汝州直隷州は河南省に属し、魯山・郟・宝豊・伊陽の4県を管轄した。
1912年、中華民国により汝州直隷州は廃止され、臨汝県と改められた。